# Bande des 70 cm
La bande 430 MHz désignée aussi par sa longueur d'onde, 70 centimètres, est une bande du service radioamateur destinée à établir des radiocommunications de loisir. Cette bande est utilisable en permanence pour le trafic radio local et pour le trafic radio relayé.

## La bande des70 centimètresdans le monde
- La bande des 70 centimètres va de 430 MHz à 440 MHz dans le monde[1], selon l’UIT. Cependant, les limites de la bande changent en fonction des pays.

## La bande des 70 centimètres enFrance
Pour la France (JO 29 avril 2001 page 6873) la bande est partagée entre plusieurs services :
- radiolocalisation CFL ;
- portatif LPD (dispositif radio de basse puissance) ;
- armée en simplex ;
- service radioamateur ;
- applications sans fil, télécommande, télécontrôle, télémesure, transmission d'alarme, voix et de vidéo, etc.

## Historique
- Depuis le 1er janvier 1949 la bande est utilisable par le service d'amateurs[2].

## La manœuvre d’une stationradioamateur
Pour manœuvrer une station radioamateur dans cette bande, il est nécessaire de posséder un Certificat d'opérateur du service amateur de classe HAREC.

## Répartition des fréquences de la bande 430 à 440 MHz enFrance
- Plan de la bande 430 à 440 MHz IARU RÉGION 1[4]

| Fréquences en MHz   | Canalisation | Nom des canaux                                                          | Utilisations et modes |
| ------------------- | ------------ | ----------------------------------------------------------------------- | --- |
| 430.025             | 25 kHz       | RU002 (FRU01) - Sortie RU002 (FRU01H) - Sortie RU002 (FRU01SP) - Sortie | Radioamateurs sortie relais shift +1600 kHz en F.M. Radioamateurs sortie relais shift +9400 kHz en F.M. Radioamateurs sortie relais shift +9700 kHz en F.M. |
| 430.050             | 25 kHz       | RU004 (FRU02) - Sortie RU004 (FRU02H) - Sortie RU004 (FRU02SP) - Sortie | Radioamateurs sortie relais shift +1600 kHz en F.M. Radioamateurs sortie relais shift +9400 kHz en F.M. Radioamateurs sortie relais shift +9700 kHz en F.M. |
| 430.075             | 25 kHz       | RU006 (FRU03) - Sortie RU006 (FRU03H) - Sortie                          | Radioamateurs sortie relais shift +1600 kHz en F.M. Radioamateurs sortie relais shift +9400 kHz en F.M.                                                     |
| 430.100             | 25 kHz       | RU008 (FRU04) - Sortie RU008 (FRU04H) - Sortie                          | Radioamateurs sortie relais shift +1600 kHz en F.M. Radioamateurs sortie relais shift +9400 kHz en F.M.                                                     |
| 430.125             | 25 kHz       | RU010 (FRU05) - Sortie RU010 (FRU05H) - Sortie                          | Radioamateurs sortie relais shift +1600 kHz en F.M. Radioamateurs sortie relais shift +9400 kHz en F.M.                                                     |
| 430.150             | 25 kHz       | RU012 (FRU06) - Sortie RU012 (FRU06H) - Sortie                          | Radioamateurs sortie relais shift +1600 kHz en F.M. Radioamateurs sortie relais shift +9400 kHz en F.M.                                                     |
| 430.175             | 25 kHz       | RU014 (FRU07) - Sortie RU014 (FRU07H) - Sortie                          | Radioamateurs sortie relais shift +1600 kHz en F.M. Radioamateurs sortie relais shift +9400 kHz en F.M.                                                     |
| 430.200             | 25 kHz       | RU016 (FRU08) - Sortie RU016 (FRU08H) - Sortie                          | Radioamateurs sortie relais shift +1600 kHz en F.M. Radioamateurs sortie relais shift +9400 kHz en F.M.                                                     |
| 430.225             | 25 kHz       | RU018 (FRU09) - Sortie RU018 (FRU09H) - Sortie                          | Radioamateurs sortie relais shift +1600 kHz en F.M. Radioamateurs sortie relais shift +9400 kHz en F.M.                                                     |
| 430.250             | 25 kHz       | RU020 (FRU10) - Sortie RU020 (FRU10H) - Sortie                          | Radioamateurs sortie relais shift +1600 kHz en F.M. Radioamateurs sortie relais shift +9400 kHz en F.M.                                                     |
| 430.275             | 25 kHz       | RU022 (FRU11) - Sortie RU022 (FRU11H) - Sortie                          | Radioamateurs sortie relais shift +1600 kHz en F.M. Radioamateurs sortie relais shift +9400 kHz en F.M.                                                     |
| 430.300             | 25 kHz       | RU024 (FRU12) - Sortie RU024 (FRU12H) - Sortie                          | Radioamateurs sortie relais shift +1600 kHz en F.M. Radioamateurs sortie relais shift +9400 kHz en F.M.                                                     |
| 430.325             | 25 kHz       | RU026 (FRU13) - Sortie RU026 (FRU13H) - Sortie                          | Radioamateurs sortie relais shift +1600 kHz en F.M. Radioamateurs sortie relais shift +9400 kHz en F.M.                                                     |
| 430.350             | 25 kHz       | RU028 (FRU14) - Sortie RU028 (FRU14H) - Sortie                          | Radioamateurs sortie relais shift +1600 kHz en F.M. Radioamateurs sortie relais shift +9400 kHz en F.M.                                                     |
| 430.375             | 25 kHz       | RU030 (FRU15) - Sortie RU030 (FRU15H) - Sortie                          | Radioamateurs sortie relais shift +1600 kHz en F.M. Radioamateurs sortie relais shift +9400 kHz en F.M.                                                     |
| 430.025 à 430.375   | 25 kHz       | FRU01R à FRU15R - Entrée                                                | Radioamateurs par relais → FRUxx inversés |
| 431.425             | 25 kHz       | RU242 (FRU17) - Entrée                                                  | Radioamateurs par relais |
| 431.450             | 25 kHz       | RU244 (FRU18) - Entrée                                                  | Radioamateurs par relais |
| 431.475             | 25 kHz       | RU246 (FRU19) - Entrée                                                  | Radioamateurs par relais |
| 431.500             | 25 kHz       | RU248 (FRU20) - Entrée                                                  | Radioamateurs par relais |
| 431.525             | 25 kHz       | RU250 (FRU21) - Entrée                                                  | Radioamateurs par relais |
| 431.550             | 25 kHz       | RU252 (FRU22) - Entrée                                                  | Radioamateurs par relais |
| 431.575             | 25 kHz       | RU254 (FRU23) - Entrée                                                  | Radioamateurs par relais |
| 431.600             | 25 kHz       | RU256 (FRU24) - Entrée                                                  | Radioamateurs par relais |
| 431.625             | 25 kHz       | RU002 (FRU01) - Entrée                                                  | Radioamateurs par relais |
| 431.650             | 25 kHz       | RU004 (FRU02) - Entrée                                                  | Radioamateurs par relais |
| 431.675             | 25 kHz       | RU006 (FRU03) - Entrée                                                  | Radioamateurs par relais |
| 431.700             | 25 kHz       | RU008 (FRU04) - Entrée                                                  | Radioamateurs par relais |
| 431.725             | 25 kHz       | RU010 (FRU05) - Entrée                                                  | Radioamateurs par relais |
| 431.750             | 25 kHz       | RU012 (FRU06) - Entrée                                                  | Radioamateurs par relais |
| 431.775             | 25 kHz       | RU014 (FRU07) - Entrée                                                  | Radioamateurs par relais |
| 431.800             | 25 kHz       | RU016 (FRU08) - Entrée                                                  | Radioamateurs par relais |
| 431.825             | 25 kHz       | RU018 (FRU09) - Entrée                                                  | Radioamateurs par relais |
| 431.850             | 25 kHz       | RU020 (FRU10) - Entrée                                                  | Radioamateurs par relais |
| 431.875             | 25 kHz       | RU022 (FRU11) - Entrée                                                  | Radioamateurs par relais |
| 431.900             | 25 kHz       | RU024 (FRU12) - Entrée                                                  | Radioamateurs par relais |
| 431.925             | 25 kHz       | RU026 (FRU13) - Entrée                                                  | Radioamateurs par relais |
| 431.950             | 25 kHz       | RU028 (FRU14) - Entrée                                                  | Radioamateurs par relais |
| 431.975             | 25 kHz       | RU030 (FRU15) - Entrée                                                  | Radioamateurs par relais |
| 431.625 à 431.975   | 25 kHz       | FRU01R à FRU15R - Sortie                                                | Radioamateurs sortie relais shift -1600 kHz en F.M. → FRUxx inversés                                                                                        |
| 432.000 à 432.025   |              |                                                                         | Radioamateurs par réflexion sur la lune "EME" (atténuation 262 dB ) en C.W./U.S.B.                                                                          |
| 432.025 à 432.045   |              |                                                                         | Radioamateurs en radiotélégraphie en C.W. |
| 432.050             |              |                                                                         | Fréquence d’appel en radiotélégraphie en C.W. |
| 432.055 à 432.075   |              |                                                                         | Radioamateurs en radiotélégraphie en C.W. |
| 432.088             |              |                                                                         | Radioamateurs par PSK31 en Digimodes |
| 432.100 à 432.150   |              |                                                                         | Radioamateurs en radiotélégraphie en C.W. |
| 432.150 à 432.190   |              |                                                                         | Radioamateurs en U.S.B./C.W. |
| 432.200             |              |                                                                         | Fréquence d’appel en radiotéléphonie en U.S.B. |
| 432.210 à 432.360   |              |                                                                         | Radioamateurs en U.S.B./C.W. |
| 432.370             |              |                                                                         | Radioamateurs par PSK441 en Digimodes |
| 432.380 à 432.400   |              |                                                                         | Radioamateurs en U.S.B./C.W. |
| 432.400 à 432.490   |              |                                                                         | Balises, bande des 70 centimètres en C.W. |
| 432.500             |              |                                                                         | Télévision Radioamateurs à balayage lent en S.S.T.V. |
| 432.525             |              |                                                                         | Canal : sécurité civile, mono-fréquence en F.M. |
| 432.5375            |              |                                                                         | Canal : sécurité civile, mono-fréquence en F.M. |
| 432.550             |              |                                                                         | Canal : sécurité civile, mono-fréquence en F.M. |
| 432.5625 à 432.5875 |              |                                                                         | Radioamateurs en Fax/R.T.T.Y./F.M./U.S.B./C.W./Numériques                                                                                                   |
| 432.600             |              |                                                                         | Appel par radio télétype, téléimprimeur en R.T.T.Y |
| 432.6125 à 432.7875 |              |                                                                         | Radioamateurs en Fax/R.T.T.Y./F.M./U.S.B./C.W./Numériques                                                                                                   |
| 432.800 à 432.990   |              |                                                                         | Balises, ancienne bande des 70 centimètres en C.W. |
| 433.000             | 25 kHz       | U240 (SU0)                                                              | Radioamateurs en F.M. |
| 433.025             | 25 kHz       | RU242 (FRU17) - Sortie U242 (SU1)                                       | Radioamateurs sortie relais shift -1600 kHz en F.M. Radioamateurs en F.M.                                                                                   |
| 433.050             | 25 kHz       | RU244 (FRU18) - Sortie U244 (SU2)                                       | Radioamateurs sortie relais shift -1600 kHz en F.M. Radioamateurs en F.M.                                                                                   |
| 433.075             | 25 kHz       | RU246 (FRU19) - Sortie U246 (SU3) LPD433 Canal 01                       | Radioamateurs sortie relais shift -1600 kHz en F.M. Radioamateurs en F.M. Dispositif radio de basse puissance LPD433 (10 mW)                                |
| 433.100             | 25 kHz       | RU248 (FRU20) - Sortie U248 (SU4) LPD433 Canal 02                       | Radioamateurs sortie relais shift -1600 kHz en F.M. Radioamateurs en F.M. Dispositif radio de basse puissance LPD433 (10 mW)                                |
| 433.125             | 25 kHz       | RU250 (FRU21) - Sortie U250 (SU5) LPD433 Canal 03                       | Radioamateurs sortie relais shift -1600 kHz en F.M. Radioamateurs en F.M. Dispositif radio de basse puissance LPD433 (10 mW)                                |
| 433.150             | 25 kHz       | RU252 (FRU22) - Sortie U252 (SU6) LPD433 Canal 04                       | Radioamateurs sortie relais shift -1600 kHz en F.M. Radioamateurs en F.M. Dispositif radio de basse puissance LPD433 (10 mW)                                |
| 433.175             | 25 kHz       | RU254 (FRU23) - Sortie U254 (SU7) LPD433 Canal 05                       | Radioamateurs sortie relais shift -1600 kHz en F.M. Radioamateurs en F.M. Dispositif radio de basse puissance LPD433 (10 mW)                                |
| 433.200             | 25 kHz       | RU256 (FRU24) - Sortie U256 (SU8) LPD433 Canal 06                       | Radioamateurs sortie relais shift -1600 kHz en F.M. Radioamateurs en F.M. Dispositif radio de basse puissance LPD433 (10 mW)                                |
| 433.225             | 25 kHz       | U258 (SU9) LPD433 Canal 07                                              | Radioamateurs en F.M. Dispositif radio de basse puissance LPD433 (10 mW)                                                                                    |
| 433.250             | 25 kHz       | U260 (SU10) LPD433 Canal 08                                             | Radioamateurs en F.M. Dispositif radio de basse puissance LPD433 (10 mW)                                                                                    |
| 433.275             | 25 kHz       | U262 (SU11) LPD433 Canal 09                                             | Radioamateurs en F.M. Dispositif radio de basse puissance LPD433 (10 mW)                                                                                    |
| 433.300             | 25 kHz       | U264 (SU12) LPD433 Canal 10                                             | Radioamateurs en F.M. Dispositif radio de basse puissance LPD433 (10 mW)                                                                                    |
| 433.325             | 25 kHz       | U266 (SU13) LPD433 Canal 11                                             | Radioamateurs en F.M. Dispositif radio de basse puissance LPD433 (10 mW)                                                                                    |
| 433.350             | 25 kHz       | U268 (SU14) LPD433 Canal 12                                             | Radioamateurs en F.M. Dispositif radio de basse puissance LPD433 (10 mW)                                                                                    |
| 433.375             | 25 kHz       | U270 (SU15) LPD433 Canal 13                                             | Radioamateurs en F.M. Dispositif radio de basse puissance LPD433 (10 mW)                                                                                    |
| 433.400             | 25 kHz       | U272 (SU16) LPD433 Canal 14                                             | Radioamateurs en F.M. Dispositif radio de basse puissance LPD433 (10 mW)                                                                                    |
| 433.425             | 25 kHz       | U274 (SU17) LPD433 Canal 15                                             | Radioamateurs en F.M. Dispositif radio de basse puissance LPD433 (10 mW)                                                                                    |
| 433.450             | 25 kHz       | U276 (SU18) LPD433 Canal 16                                             | Radioamateurs en F.M. Dispositif radio de basse puissance LPD433 (10 mW)                                                                                    |
| 433.475             | 25 kHz       | U278 (SU19) LPD433 Canal 17                                             | Radioamateurs en F.M. Dispositif radio de basse puissance LPD433 (10 mW)                                                                                    |
| 433.500             | 25 kHz       | U280 (SU20) LPD433 Canal 18                                             | Radioamateurs en F.M. Appel mono-fréquence Radioamateurs en F.M. Dispositif radio de basse puissance LPD433 (10 mW)                                         |
| 433.525             | 25 kHz       | U282 (SU21) LPD433 Canal 19                                             | Radioamateurs en F.M.. Dispositif radio de basse puissance LPD433 (10 mW)                                                                                   |
| 433.550             | 25 kHz       | U284 (SU22) LPD433 Canal 20                                             | Radioamateurs en F.M.. Dispositif radio de basse puissance LPD433 (10 mW)                                                                                   |
| 433.575             | 25kHz        | U286 (SU23) LPD433 Canal 21                                             | Radioamateurs en F.M. Dispositif radio de basse puissance LPD433 (10 mW)                                                                                    |
| 433.600             | 25 kHz       | LPD433 Canal 22                                                         | Radioamateurs en F.M. Dispositif radio de basse puissance LPD433 (10 mW)                                                                                    |
| 433.625             | 25 kHz       | LPD433 Canal 23                                                         | Radioamateurs en F.M. Dispositif radio de basse puissance LPD433 (10 mW)                                                                                    |
| 433.650             | 25 kHz       | LPD433 Canal 24                                                         | Radioamateurs en F.M. Dispositif radio de basse puissance LPD433 (10 mW)                                                                                    |
| 433.675             | 25 kHz       | LPD433 Canal 25                                                         | Radioamateurs en F.M. Dispositif radio de basse puissance LPD433 (10 mW)                                                                                    |
| 433.700             | 25 kHz       | LPD433 Canal 26                                                         | Radioamateurs en F.M. Dispositif radio de basse puissance LPD433 (10 mW)                                                                                    |
| 433.725             | 25 kHz       | LPD433 Canal 27                                                         | Radioamateurs en F.M. Dispositif radio de basse puissance LPD433 (10 mW)                                                                                    |
| 433.750             | 25 kHz       | LPD433 Canal 28                                                         | Radioamateurs en F.M. Dispositif radio de basse puissance LPD433 (10 mW)                                                                                    |
| 433.775             | 25 kHz       | LPD433 Canal 29                                                         | Radioamateurs en F.M. Dispositif radio de basse puissance LPD433 (10 mW)                                                                                    |
| 433.800             | 25 kHz       | LPD433 Canal 30                                                         | Radioamateurs en F.M. Dispositif radio de basse puissance LPD433 (10 mW)                                                                                    |
| 433.825             | 25 kHz       | LPD433 Canal 31                                                         | Radioamateurs en F.M. Dispositif radio de basse puissance LPD433 (10 mW)                                                                                    |
| 433.850             | 25 kHz       | LPD433 Canal 32                                                         | Radioamateurs en F.M. Dispositif radio de basse puissance LPD433 (10 mW)                                                                                    |
| 433.875             | 25 kHz       | LPD433 Canal 33                                                         | Radioamateurs en F.M. Dispositif radio de basse puissance LPD433 (10 mW)                                                                                    |
| 433.900             | 25 kHz       | LPD433 Canal 34                                                         | Radioamateurs en F.M. Dispositif radio de basse puissance LPD433 (10 mW)                                                                                    |
| 433.920             |              |                                                                         | Télécommandes radio |
| 433.920 à 434.000   |              |                                                                         | Radiolocalisation, Radioamateurs en Fax/R.T.T.Y./F.M./U.S.B./C.W./Numériques                                                                                |
| 433.925             | 25 kHz       | LPD433 Canal 35                                                         | Radioamateurs en F.M. Dispositif radio de basse puissance LPD433 (10 mW)                                                                                    |
| 433.950             | 25 kHz       | LPD433 Canal 36                                                         | Radioamateurs en F.M. Dispositif radio de basse puissance LPD433 (10 mW)                                                                                    |
| 433.975             | 25 kHz       | LPD433 Canal 37                                                         | Radioamateurs en F.M. Dispositif radio de basse puissance LPD433 (10 mW)                                                                                    |
| 434.000 à 434.600   |              |                                                                         | Télévision Radioamateurs, Armée en mono-fréquence, en F.M.                                                                                                  |
| 434.000             | 25 kHz       | LPD433 Canal 38                                                         | Radioamateurs en F.M. Dispositif radio de basse puissance LPD433 (10 mW)                                                                                    |
| 434.025             | 25 kHz       | LPD433 Canal 39                                                         | Radioamateurs en F.M. Dispositif radio de basse puissance LPD433 (10 mW)                                                                                    |
| 434.050             | 25 kHz       | LPD433 Canal 40                                                         | Radioamateurs en F.M. Dispositif radio de basse puissance LPD433 (10 mW)                                                                                    |
| 434.075             | 25 kHz       | LPD433 Canal 41                                                         | Radioamateurs en F.M. Dispositif radio de basse puissance LPD433 (10 mW)                                                                                    |
| 434.100             | 25 kHz       | LPD433 Canal 42                                                         | Radioamateurs en F.M. Dispositif radio de basse puissance LPD433 (10 mW)                                                                                    |
| 434.125             | 25 kHz       | LPD433 Canal 43                                                         | Radioamateurs en F.M. Dispositif radio de basse puissance LPD433 (10 mW)                                                                                    |
| 434.150             | 25 kHz       | LPD433 Canal 44                                                         | Radioamateurs en F.M. Dispositif radio de basse puissance LPD433 (10 mW)                                                                                    |
| 434.175             | 25 kHz       | LPD433 Canal 45                                                         | Radioamateurs en F.M. Dispositif radio de basse puissance LPD433 (10 mW)                                                                                    |
| 434.200             | 25 kHz       | LPD433 Canal 46                                                         | Radioamateurs en F.M. Dispositif radio de basse puissance LPD433 (10 mW)                                                                                    |
| 434.225             | 25 kHz       | LPD433 Canal 47                                                         | Radioamateurs en F.M. Dispositif radio de basse puissance LPD433 (10 mW)                                                                                    |
| 434.250             | 25 kHz       | LPD433 Canal 48                                                         | Radioamateurs en F.M. Dispositif radio de basse puissance LPD433 (10 mW)                                                                                    |
| 434.275             | 25 kHz       | LPD433 Canal 49                                                         | Radioamateurs en F.M. Dispositif radio de basse puissance LPD433 (10 mW)                                                                                    |
| 434.300             | 25 kHz       | LPD433 Canal 50                                                         | Radioamateurs en F.M. Dispositif radio de basse puissance LPD433 (10 mW)                                                                                    |
| 434.325             | 25 kHz       | LPD433 Canal 51                                                         | Radioamateurs en F.M. Dispositif radio de basse puissance LPD433 (10 mW)                                                                                    |
| 434.350             | 25 kHz       | LPD433 Canal 52                                                         | Radioamateurs en F.M. Dispositif radio de basse puissance LPD433 (10 mW)                                                                                    |
| 434.375             | 25 kHz       | LPD433 Canal 53                                                         | Radioamateurs en F.M. Dispositif radio de basse puissance LPD433 (10 mW)                                                                                    |
| 434.400             | 25 kHz       | LPD433 Canal 54                                                         | Radioamateurs en F.M. Dispositif radio de basse puissance LPD433 (10 mW)                                                                                    |
| 434.425             | 25 kHz       | LPD433 Canal 55                                                         | Radioamateurs en F.M. Dispositif radio de basse puissance LPD433 (10 mW)                                                                                    |
| 434.450             | 25 kHz       | LPD433 Canal 56                                                         | Radioamateurs en F.M. Dispositif radio de basse puissance LPD433 (10 mW)                                                                                    |
| 434.475             | 25 kHz       | LPD433 Canal 57                                                         | Radioamateurs en F.M. Dispositif radio de basse puissance LPD433 (10 mW)                                                                                    |
| 434.500             | 25 kHz       | LPD433 Canal 58                                                         | Radioamateurs en F.M. Dispositif radio de basse puissance LPD433 (10 mW)                                                                                    |
| 434.525             | 25 kHz       | LPD433 Canal 59                                                         | Radioamateurs en F.M. Dispositif radio de basse puissance LPD433 (10 mW)                                                                                    |
| 434.550             | 25 kHz       | LPD433 Canal 60                                                         | Radioamateurs en F.M. Dispositif radio de basse puissance LPD433 (10 mW)                                                                                    |
| 434.575             | 25 kHz       | LPD433 Canal 61                                                         | Radioamateurs en F.M. Dispositif radio de basse puissance LPD433 (10 mW)                                                                                    |
| 434.600 à 434.800   |              |                                                                         | Télévision amateurs, Radioamateurs par relais et mono-fréquence, Armée en mono-fréquence en F.M.                                                            |
| 434.600             | 25 kHz       | LPD433 Canal 62                                                         | Radioamateurs en F.M. Dispositif radio de basse puissance LPD433 (10 mW)                                                                                    |
| 434.625             | 25 kHz       | LPD433 Canal 63                                                         | Radioamateurs en F.M. Dispositif radio de basse puissance LPD433 (10 mW)                                                                                    |
| 434.650             | 25 kHz       | LPD433 Canal 64                                                         | Radioamateurs en F.M. Dispositif radio de basse puissance LPD433 (10 mW)                                                                                    |
| 434.675             | 25 kHz       | LPD433 Canal 65                                                         | Radioamateurs en F.M. Dispositif radio de basse puissance LPD433 (10 mW)                                                                                    |
| 434.700             | 25 kHz       | LPD433 Canal 66                                                         | Radioamateurs en F.M. Dispositif radio de basse puissance LPD433 (10 mW)                                                                                    |
| 434.725             | 25 kHz       | LPD433 Canal 67                                                         | Radioamateurs en F.M. Dispositif radio de basse puissance LPD433 (10 mW)                                                                                    |
| 434.750             | 25 kHz       | LPD433 Canal 68                                                         | Radioamateurs en F.M. Dispositif radio de basse puissance LPD433 (10 mW)                                                                                    |
| 434.775             | 25 kHz       | LPD433 Canal 69                                                         | Radioamateurs en F.M. Dispositif radio de basse puissance LPD433 (10 mW)                                                                                    |
| 434.800 à 436.000   |              |                                                                         | Télévision radioamateurs, radioamateurs par relais et mono-fréquence en F.M.                                                                                |
| 436.000 à 437.000   |              |                                                                         | Télévision amateurs, télécommande modèles réduits en canaux de 20 kHz; entrées Satellites tous modes                                                        |
| 437.000 à 437.800   |              |                                                                         | Satellites et télévision radioamateurs en Digimodes/U.S.B./L.S.B./C.W./F.M.                                                                                 |
| 437.800             |              |                                                                         | Radioamateur vers le répéteur de la station spatiale internationale, descente sur 145.900 MHz en FM                                                         |
| 437.800 à 438.000   |              |                                                                         | Satellites et télévision radioamateurs en Digimodes/U.S.B./L.S.B./C.W./F.M.                                                                                 |
| 438.000 à 440.000   |              |                                                                         | Communications digitales avec B.B.S., Radioamateurs par relais en Digimodes/ F.M.                                                                           |
| 439.425             | 25 kHz       | RU002 (FRU01H) - Entrée                                                 | Radioamateurs par relais |
| 439.450             | 25 kHz       | RU004 (FRU02H) - Entrée                                                 | Radioamateurs par relais |
| 439.475             | 25 kHz       | RU006 (FRU03H) - Entrée                                                 | Radioamateurs par relais |
| 439.500             | 25 kHz       | RU008 (FRU04H) - Entrée                                                 | Radioamateurs par relais |
| 439.525             | 25 kHz       | RU010 (FRU05H) - Entrée                                                 | Radioamateurs par relais |
| 439.550             | 25 kHz       | RU012 (FRU06H) - Entrée                                                 | Radioamateurs par relais |
| 439.575             | 25 kHz       | RU014 (FRU07H) - Entrée                                                 | Radioamateurs par relais |
| 439.600             | 25 kHz       | RU016 (FRU08H) - Entrée                                                 | Radioamateurs par relais |
| 439.625             | 25 kHz       | RU018 (FRU09H) - Entrée                                                 | Radioamateurs par relais |
| 439.650             | 25 kHz       | RU020 (FRU10H) - Entrée                                                 | Radioamateurs par relais |
| 439.675             | 25 kHz       | RU022 (FRU11H) - Entrée                                                 | Radioamateurs par relais |
| 439.700             | 25 kHz       | RU024 (FRU12H) - Entrée                                                 | Radioamateurs par relais |
| 439.725             | 25 kHz       | RU026 (FRU13H) - Entrée RU002 (FRU01SP) - Entrée                        | Radioamateurs par relais |
| 439.750             | 25 kHz       | RU028 (FRU14H) - Entrée RU004 (FRU02SP) - Entrée                        | Radioamateurs par relais |
| 439.775             | 25 kHz       | RU030 (FRU15H) - Entrée                                                 | Radioamateurs par relais |

## Canaux libres de concession en Suisse
L'usage des trois canaux suivants est autorisé en Suisse, sans concession. Ces fréquences sont à disposition jusqu'au 31 décembre 2015. La puissance autorisée est de 2.5 watts.
| Fréquences en MHz | Utilisations et modes                                              |
| ----------------- | ------------------------------------------------------------------ |
| 430.1375          | Canal 1, FM                                                        |
| 430.1625          | Canal 2, FM, souvent utilisé comme canal d'appel en Suisse romande |
| 430.3375          | Canal 3, FM                                                        |

## Les antennes

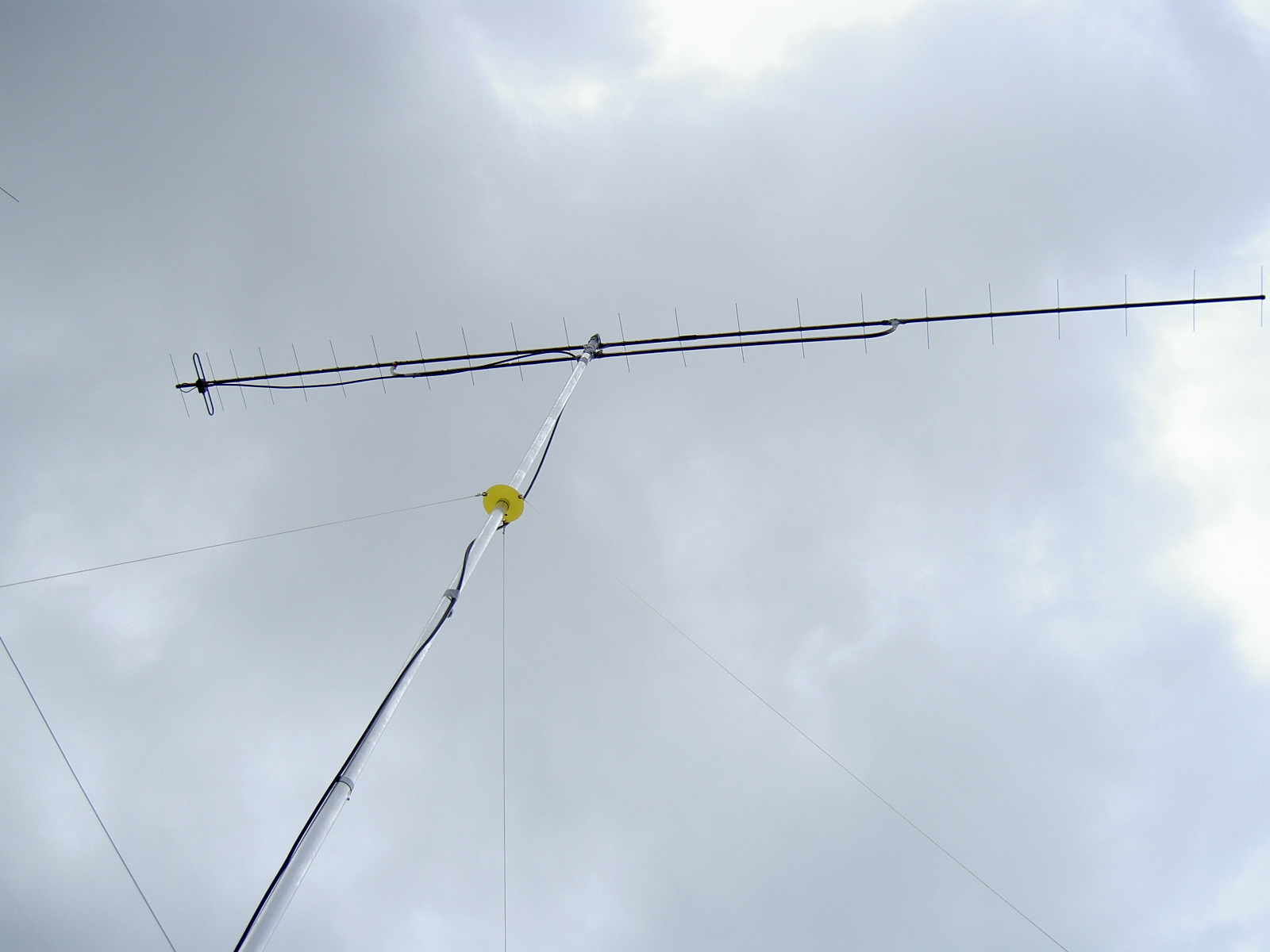
Antenne Yagi pour la bande des 70 cm à Berlin

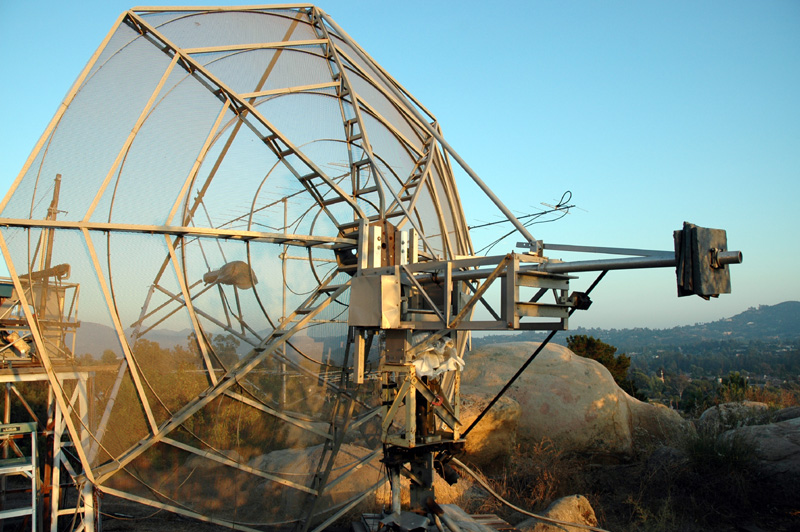
Antenne parabolique EME 432 MHz. WA6PY, California, USA

Les antennes les plus utilisées sur cette bande :
- Antenne Yagi
- Antenne quad
- Antenne losange
- Antenne log-périodique
- Antenne hélice axiale
- Antenne parabolique
- Réseaux d'antennes
- Antenne colinéaire
- Antenne ground plane
- Antenne fouet
- Antenne fouet hélicoïdale (mobile) ;
- Antenne dipolaire ou dipôle
- Antenne dièdre

## Propagation

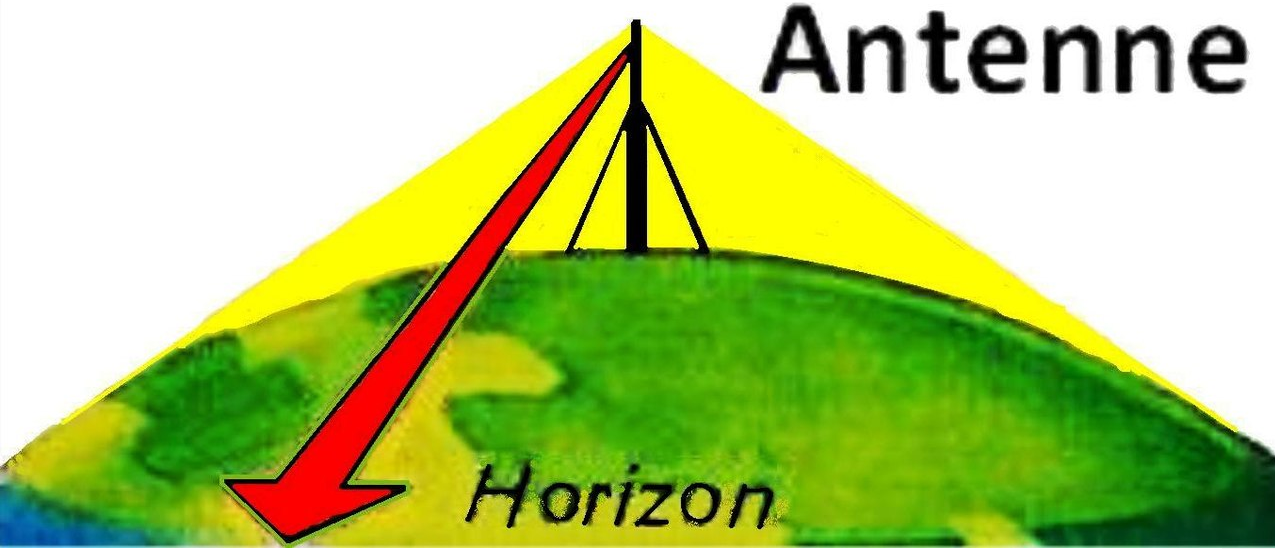
Propagation locale sur la bande UHF

Zone de Fresnel: d est la distance entre l'émetteur et le récepteur.

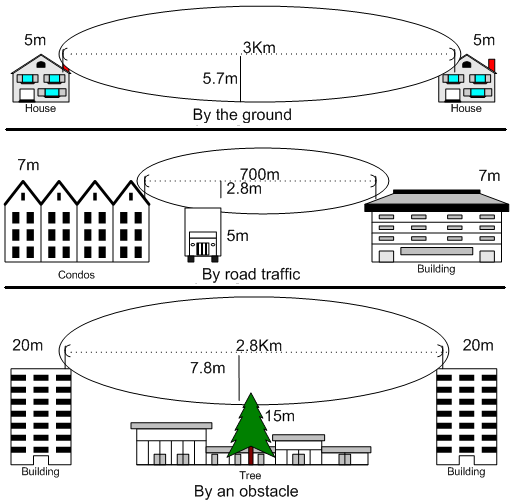
Propagation locale sur la bande UHF

### La propagation locale
La propagation est dans une zone de réception directe (quelques dizaines de kilomètres) en partant de l’émetteur.
- La propagation est comparable à celle d’un rayon lumineux.
- Les obstacles sur le sol prennent une grande importance.
- En absence d'obstacles, la portée radio est fonction de la courbure de la terre et de la hauteur des antennes d’émission et de réception selon la formule:
- {\displaystyle d=3,5\times \ ({\sqrt {h1}}\ +{\sqrt {h2}})}
- d est la portée radio en km (sans obstacles intermédiaires.)
- h1 est la hauteur de l’antenne d’émission en mètres au-dessus de la hauteur moyenne du sol.
- h2 est la hauteur de l’antenne de réception en mètres au-dessus de la hauteur moyenne du sol.

Exemple entre deux stations radioélectriques:
- La hauteur de l’antenne d’une station radioélectrique est de 4 mètres au-dessus de la hauteur moyenne du sol.
- La hauteur de l’antenne de l'autre station radioélectrique est de 9 mètres au-dessus de la hauteur moyenne du sol.
- {\displaystyle 17,5=3,5\times \ ({\sqrt {4}}\ +{\sqrt {9}})}
- La distance maximum entre les deux stations radioélectriques est de 17,5 km (sans obstacles intermédiaires.)

### Relais
La fonction des relais radioamateurs désignent des répéteurs terrestres (émetteurs/récepteurs) exploités pour permettre les communications dans les deux sens (duplex). Les répéteurs sont placés sur des points hauts et permettent d'étendre la portée des stations radioamateurs. Un radioamateur exploitant un émetteur de faible puissance peut déclencher un répéteur et bénéficier de la portée plus grande du répéteur avec un meilleur signal radio dans des vallées encaissées, des zones masquées, des forêts denses, dans des zones urbaines. Il permet d'étendre la zone de couverture des stations de radio, en réamplifiant les signaux des canaux reçus qui sont relayés localement en sortie dans la bande avec un shift en fréquence d'entrée du répéteurs variable dans chaque pays et/ou région.

### La propagation au-delà de l’horizon

Schéma des corps utilisables pour les réflexions.

Cependant on observe des réceptions sporadiques à grande distance :
- Ouvertures par propagation sporadique E assez fréquentes entre juin et juillet et moins fréquentes entre décembre et début janvier chaque année.
- Réflexion sur les aéronefs vers toutes les stations UHF en vue directe de cet aéronef.
- Réflexion sur des bâtiments vers toutes les stations UHF en vue directe de ces bâtiments : (Tour Eiffel, Tour Montparnasse, etc).
- Réflexion volontaire sur la Lune vers tous pays en vue directe de cet astre (sans couverture nuageuse) "EME".
- Diffusion et réfraction atmosphérique en fonction de certaines conditions.
- Troposphérique[7].
- Aurores boréales depuis le 45e parallèle dans l’hémisphère Nord.

### Satellites
De même, dans la bande 437 MHz à 438 MHz, des relais désignés satellites radioamateurs permettent les radiocommunications en le plus souvent en transpondeur l'entrée est dans une bande avec une sortie dans une autre bande "Descente des satellites".